# Martin Ostermeier
Martin Ostermeier (* 21. September 1970) ist ein deutscher Schauspieler, Sprecher und Performancekünstler.

## Leben
Martin Ostermeier wuchs in Landshut auf. Er absolvierte von 1992 bis 1995 ein Schauspielstudium am Mozarteum in Salzburg. Danach hatte er Engagements am Schauspiel Frankfurt, am Luzerner Theater, Schillertheater Wuppertal und bei weiteren Stationen in Deutschland und der Schweiz. Im Jahr 2006 besuchte er einen Filmschauspielkurs an der Filmakademie Baden-Württemberg in Ludwigsburg. Er spielte auch in einzelnen Folgen von Dr. Stefan Frank – Der Arzt, dem die Frauen vertrauen, Der Alte und Derrick am Fernsehen.
Einem breiten Publikum wurde Martin Ostermeier 2013 bekannt durch die Schweizer Fernsehserie Der Bestatter, wo er den Gerichtsmediziner Alois Semmelweis verkörpert.

## Filmografie
- 1994: Dr. Stefan Frank – Der Arzt, dem die Frauen vertrauen (Arztserie, Folge Alarm im OP)
- 1995: Der Alte (Kriminalserie, Folge Am helllichten Tag)
- 1995: Derrick (Kriminalserie, Folge Die Ungerührtheit der Mörder)
- 1996: Derrick (Kriminalserie, Folge Ruth und die Mörderwelt)
- 1996: Schade eigentlich
- 2001: Sjeki Vatcsh
- 2006: Wunden
- 2009: Im Sog der Nacht
- 2009: Pepperminta
- 2010: Die Käserei in Goldingen
- 2012: Nachtexpress
- 2013–2019: Der Bestatter (Fernsehserie)
- 2023: Der Bestatter – Der Film

## Theater (Auswahl)
- 1995: Der Talisman
- 1996: Katzelmacher
- 1996: Der Diener zweier Herren
- 1997: Ein Sommernachtstraum
- 1998: Viel Lärm um nichts
- 1998: Der Fall Furtwängler
- 1999: In achtzig Tagen um die Welt
- 2000: Romeo und Julia
- 2002: Das Missverständnis
- 2010: My Fair Lady
- 2010: Der Weibsteufel

## Performance
- 2015: Nothing moves – Nichts bewegt sich, Performance für „Baushtellë Balkan Temple“ in Pristina, Belgrad und Zürich